# Légion impériale russe
La Légion impériale (en russe : Имперский Легион) est une aile de combat de l'organisation russe nationaliste russe « Mouvement impérial russe ». Il se compose principalement de nationalistes et de monarchistes russes.

## Historique
L'année de création de la légion est considérée comme étant l'année 2010.
En 2016-2017, un groupe de nationalistes suédois, après avoir suivi des cours de formation militaire au club de réserve contrôlé par la Légion, a mené une série d'attaques à Göteborg. 

## Participation aux conflits
Le 8 mars 2022, le commandement de la légion décide de participer à l'invasion de l'Ukraine par la Russie et annonce le début du recrutement de volontaires.
Le 18 avril 2022, on a appris la blessure du commandant de la légion Denis Gariev, à la suite de laquelle son adjoint Denis Nekrassov a pris le commandement de l'unité, mais le 22 avril, Nekrassov a été tué à la bataille d'Izioum.
Fin juillet 2022, en raison de pertes importantes parmi le personnel des forces armées, la fédération de Russie a commencé une mobilisation intensive des combattants de la Légion impériale pour participer à la guerre contre l'Ukraine.